# Eduard Heger

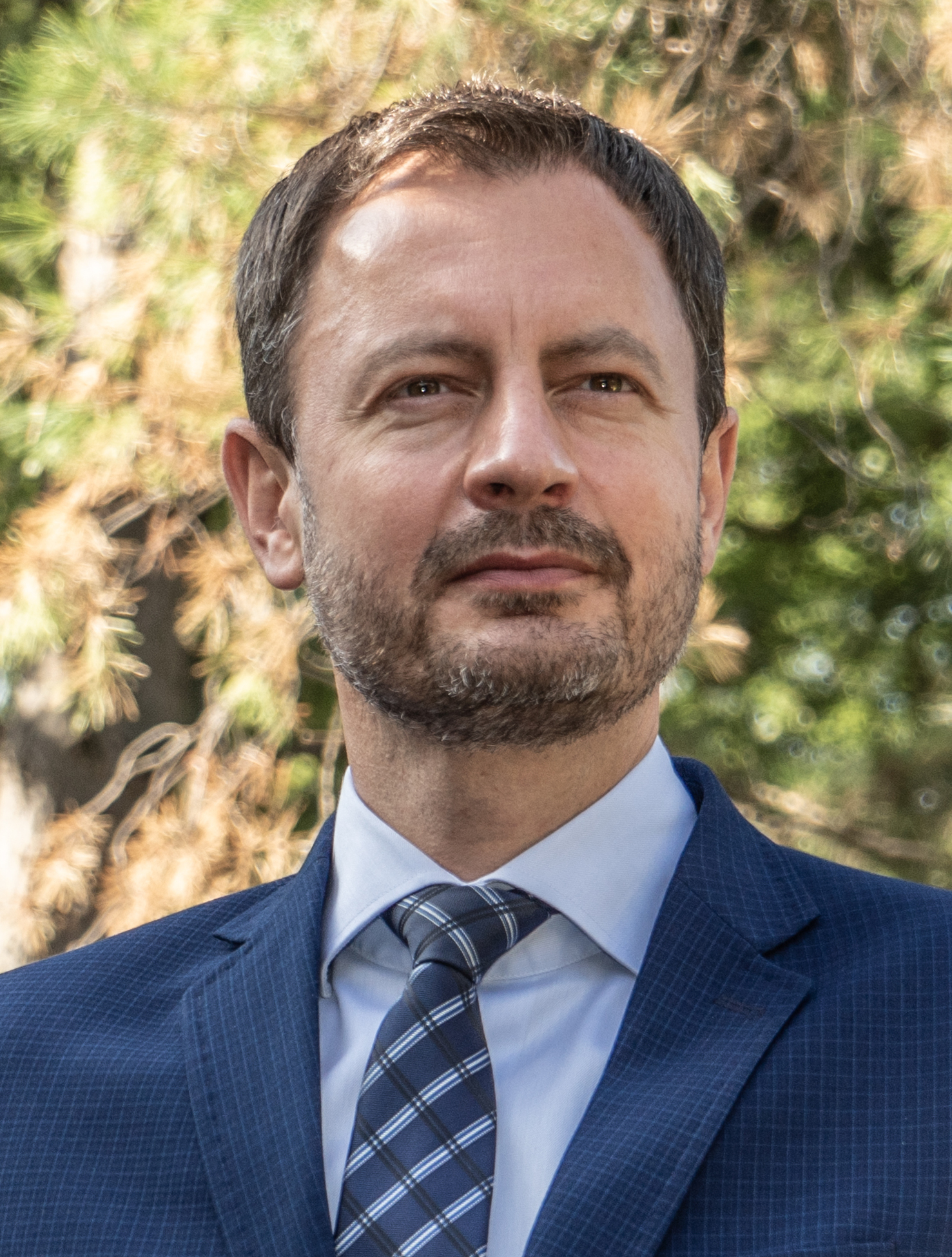
Eduard Heger, 2021

Eduard Heger (* 3. Mai 1976 in Bratislava, Tschechoslowakei) ist ein slowakischer Politiker (bis 2023 OĽaNO, seit 2023 Demokrati). Er war vom 1. April 2021 bis zum 15. Mai 2023 Ministerpräsident der Slowakei und führte die Regierung Heger.

## Leben
Heger studierte an der Fakultät für Handel an der Wirtschaftsuniversität Bratislava und war vor dem Eintritt in die slowakische Politik zuerst als Manager in verschiedenen Kleinunternehmen tätig. Von 2001 bis 2005 arbeitete er als Berater für das US-Unternehmen Cubic Application, Inc. und beteiligte sich in dieser Funktion an der Reform der slowakischen Streitkräfte. Am längsten war er bei der Import-Export-Firma Old Nassau Imports, LLC. (2007–2016) beschäftigt, wo er zuständig für den US-Markt war, und vermarktete unter anderem die slowakische Wodka-Marke Double Cross in den USA.
Bei der Parlamentswahl 2016 wurde er als Abgeordneter für OĽaNO in den Nationalrat gewählt und war OĽaNO-Fraktionsvorsitzender. In dieser Legislaturperiode war er Vorsitzender des Nationalratsausschusses für die Kontrolle des Militärnachrichtendienstes und Mitglied der Ausschüsse für wirtschaftliche und europäische Angelegenheiten. Nach der Wahl 2020 wurde er erneut Abgeordneter, übte diese Funktion nach der Ernennung als Finanzminister der Regierung Matovič aber nicht aus. In dieser Funktion war er zudem Mitglied des Gouverneursrats der Europäischen Bank für Wiederaufbau und Entwicklung.
Im Zuge der slowakischen Regierungskrise wegen der Corona-Politik des Premierministers Matovič leitete Heger kommissarisch das Gesundheitsministerium, nachdem der bisherige Amtsinhaber Marek Krajčí am 12. März 2021 zurückgetreten war. Aus demselben Grund war er seit dem 25. März 2021 kommissarischer Bildungsminister nach dem Rücktritt von Branislav Gröhling. Am 28. März 2021 kündigte Premierminister Matovič an, zugunsten von Heger zurückzutreten und im Gegenzug das Amt des Finanzministers zu übernehmen. Am 1. April 2021 wurde die Regierung Heger von Staatspräsidentin Zuzana Čaputová vereidigt und trat ihr Amt an.
Im Zuge des russischen Überfalls auf die Ukraine 2022 reiste Heger Anfang April 2022 mit der Präsidentin der Europäischen Kommission Ursula von der Leyen, dem EU-Außenbeauftragten Josep Borrell sowie weiteren EU-Parlamentariern zu Gesprächen mit dem ukrainischen Präsidenten Wolodymyr Selenskyj per Zug nach Kiew.
Am 15. Dezember 2022 wurde Hegers Minderheitsregierung durch ein Misstrauensvotum gestürzt. Čaputová bat Heger daraufhin, geschäftsführend im Amt zu bleiben. Ein Referendum über eine Verfassungsänderung, die dem Parlament die Selbstauflösung ermöglicht hätte, um Neuwahlen abzuhalten, scheiterte im Januar 2023 an zu geringer Beteiligung. Dennoch einigten sich die Abgeordneten darauf, die ursprünglich für Februar 2024 terminierten Wahlen auf den 30. September 2023 vorzuziehen. Hegers Kabinett bleibt so lange als geschäftsführende Minderheitsregierung im Amt. Heger verließ im März 2023 die OĽaNO und wurde Mitglied und neuer Vorsitzender der gleichzeitig in Demokrati (Demokraten) umbenannten bisherigen Partei Spolu.
Am 7. Mai 2023 erklärte er seinen Rücktritt als Ministerpräsident. Die Ernennung Ľudovít Ódors zum Ministerpräsidenten und der bereits ausgewählten Minister der neuen Übergangsregierung aus Experten erfolgte jedoch erst am 15. Mai 2023. Bis dahin amtierte Heger als kommissarischer Ministerpräsident.

## Privates
Heger wurde atheistisch erzogen. Er konvertierte nach dem plötzlichen Tod seines Vaters kurz nach seinem Hochschulabschluss zum christlichen Glauben und ist aktives Mitglied der christlichen charismatischen Gemeinschaft beim Martinsdom (slowakisch Spoločenstvo pri Dóme sv. Martina) in Bratislava. Er ist Vater von vier Kindern.